# Elasmus albizziae
Elasmus albizziae är en stekelart som beskrevs av Burks 1965. Elasmus albizziae ingår i släktet Elasmus och familjen finglanssteklar. Inga underarter finns listade i Catalogue of Life.